# Lurcy
Lurcy település Franciaországban, Ain megyében. Lakosainak száma 404 fő (2022. január 1.). Lurcy Chaleins, Francheleins, Messimy-sur-Saône, Montmerle-sur-Saône és Saint-Georges-de-Reneins községekkel határos.

## Népesség
A település népességének változása:
| Lakosok száma | 194  | 197  | 199  | 379  | 403  | 387  | 384  | 372  | 383  | 404  |
|               | 1968 | 1982 | 1990 | 2006 | 2013 | 2015 | 2017 | 2019 | 2020 | 2022 |